# Eugenia ledophylla
Eugenia ledophylla là một loài thực vật có hoa trong Họ Đào kim nương. Loài này được (Standl.) McVaugh mô tả khoa học đầu tiên năm 1963.